# Северов, Александр Валентинович
Александр Валентинович Северов (род. 25 апреля 1959, Караганда, Карагандинская область, РСФСР, СССР) — известный раскоронованный вор в законе.

## Биография
Александр Северов родился 25 апреля 1959 года в тюрьме города Караганда (тогда Казахская ССР) в семье, члены которой неоднократно привлекались к уголовной ответственности.
Родители Александра редко были рядом, так как большую часть времени находились в заключении. Отец провёл за решёткой 27 лет, мать — 44 года.
В школьном возрасте Александр был отправлен в интернат, где испытывал трудности в общении со сверстниками, что в итоге привело к переводу в интернат для трудных подростков.

### Преступная деятельность
Первый тюремный срок Северов получил в 18 лет за кражу в интернате — два года заключения, впоследствии увеличившиеся до пяти лет. В 1982 году его приговорили к семи годам за хулиганство, а в 1992 году — к шести годам за разбой.
В 1993 году Северов был коронован как «вор в законе». В 1998 году он был приговорён к пяти годам строгого режима, но досрочно освобождён по амнистии. Во время заключения во Владимирском централе он познакомился с начинающим исполнителем Михаилом Кругом, который впоследствии посвятил ему песню «Владимирский централ». Их дружба продолжалась до смерти Круга.
В период нахождения в тюрьме Северов пристрастился к наркотикам, что привело к его последнему приговору в 2011 году — условному сроку за пребывание в состоянии наркотического опьянения на вокзале Санкт-Петербурга.
В 2014 году он был раскоронован за многочисленные нарушения воровских законов.

## Личная жизнь
В 1980-х годах Александр познакомился со своей будущей супругой. Поскольку он находился в заключении, их свадьба состоялась в тюрьме. У супругов трое детей. Кроме того, у Александра есть сын от предыдущих отношений.